# Campionato nordamericano di rugby a 15 2019
Il campionato nordamericano di rugby 2019 (in inglese 2019 Rugby Americas North Championship) è la 12ª edizione del campionato Nordamericano di rugby a 15 organizzata dal Rugby Americas North, la confederazione continentale rugbistica centro-nordamericana.

## Squadre Partecipanti
Le squadre divise in zone regionali (Nord e Sud) furono divise in due gruppi di merito. Il principale chiamato Championship League con 4 squadre il secondario chiamato Cup League con solo 6 squadre.
La vincitrice dell'unico incontro dei due gironi di Championship League disputarono la finale per il titolo.
| Zona         | Nord                                                           | Sud                              |
| ------------ | -------------------------------------------------------------- | -------------------------------- |
| Championship | - Bermuda - Giamaica                                           | - Guadalupa - Guyana             |
| Cup          | - Isole Vergini Britanniche - Rep. Dominicana - Turks e Caicos | - Barbados - Curaçao - Martinica |

- Messico e  Isole Cayman parteciperanno al torneo del Americas Rugby Challenge.
- USA South  Bahamas non partecipano.
- Trinidad e Tobago è stata esclusa.

## North Championship
| Devonshire 9 marzo 2019 | Bermuda | 43 – 14 referto       | Giamaica | National Sports Club |
| 10’, 50’, 58’ Healy 13’ Baum 20’ Brown 29’, 45’ McGlynn mt 35’ Smith 42’ Annakie 21’, 46’, 51’, 59’ Archibald tr 36’, 43’ Jarvis |         |                       |          |                      |
| |         |                       |          |                      |
| 10’, 50’, 58’ Healy 13’ Baum 20’ Brown 29’, 45’ McGlynn                                                                          | mt      | 35’ Smith 42’ Annakie |          |                      |
| 21’, 46’, 51’, 59’ Archibald | tr      | 36’, 43’ Jarvis       |          |                      |

## South Championship
| Georgetown 27 aprile 2019                                            | Guyana | 5 – 19 referto                 | Guadalupa | National Park Rugby Field (300 spett.) |
| 72’ Charles mt 33’ Brun 37’ Jung 62’ Delabroy tr 33’, 37’ Berthomieu |        |                                |           |                                        |
|                                                                      |        |                                |           |                                        |
| 72’ Charles                                                          | mt     | 33’ Brun 37’ Jung 62’ Delabroy |           |                                        |
|                                                                      | tr     | 33’, 37’ Berthomieu            |           |                                        |

## Finale Championship
| Devonshire 21 settembre 2019                                                                          | Bermuda | 33 – 10 referto | Guadalupa | National Sport Club |
| 1’, 71’ Brown 25’, 73’ Baum 64’ tecnica mt 55’ Dagorn 2’, 26’, 72’ Cole tr 55’ Guenec c.p. 52’ Guenec |         |                 |           |                     |
| |         |                 |           |                     |
| 1’, 71’ Brown 25’, 73’ Baum 64’ tecnica                                                               | mt      | 55’ Dagorn      |           |                     |
| 2’, 26’, 72’ Cole                                                                                     | tr      | 55’ Guenec      |           |                     |
| | c.p.    | 52’ Guenec      |           |                     |

## North Cup
| Data              | Incontro                                    | Risultato | Sede           |
| ----------------- | ------------------------------------------- | --------- | -------------- |
| 12 aprile 2019    | Turks e Caicos ― Rep. Dominicana            | 24 – 20   | Providenciales |
| 3 maggio 2019     | Isole Vergini Britanniche ― Turks e Caicos  | 12 – 31   | Tortola        |
| 14 settembre 2019 | Rep. Dominicana ― Isole Vergini Britanniche | –         |                |

|  | Classifica                | G | V | N | P | PF | PS | diff. | BM | BS | PT |
|  | ------------------------- | - | - | - | - | -- | -- | ----- | -- | -- | -- |
|  | Turks e Caicos            | 2 | 2 | 0 | 0 | 55 | 32 | +23   | 2  | 0  | 10 |
|  | Rep. Dominicana           | 1 | 0 | 0 | 1 | 20 | 24 | -4    | 1  | 1  | 2  |
|  | Isole Vergini Britanniche | 1 | 0 | 0 | 1 | 12 | 31 | -19   | 0  | 0  | 0  |

## South Cup
| Data          | Incontro             | Risultato | Sede       |
| ------------- | -------------------- | --------- | ---------- |
| 16 marzo 2019 | Martinica ― Barbados | 43–19     | Le Diamant |
| 23 marzo 2019 | Martinica ― Curaçao  | 39–0      | Le Diamant |
| 6 aprile 2019 | Barbados ― Curaçao   | 55–7      | Bridgetown |

|  | Classifica | G | V | N | P | PF | PS | diff. | BM | BS | PT |
|  | ---------- | - | - | - | - | -- | -- | ----- | -- | -- | -- |
|  | Martinica  | 2 | 2 | 0 | 0 | 82 | 19 | +63   | 2  | 0  | 10 |
|  | Barbados   | 2 | 1 | 0 | 1 | 74 | 50 | +24   | 1  | 0  | 5  |
|  | Curaçao    | 2 | 0 | 0 | 2 | 7  | 94 | -87   | 0  | 0  | 0  |